# Ivo Belet
Ivo Belet (* 7. Juni 1959 in Sint-Truiden) ist ein belgischer Politiker für die Partei Christen-Democratisch en Vlaams (CD&V). Seit 2004 ist er Mitglied des Europäischen Parlaments.

## Leben
Belet studierte Germanistik an der Katholieke Universiteit Leuven und schloss sein Studium 1981 mit dem Lizenziat ab. Anschließend ging er zum Studium an das Limburgs Universitair Centrum (LUC), den Vorgänger der heutigen Universität Hasselt, in Diepenbeek und erwarb dort einen Bachelor in Wirtschaftswissenschaften (1988) und einen Master of Business Administration im Bereich Marketing (1996). Als Praktikant war er sowohl beim Europäischen Parlament als auch bei der Europäischen Kommission tätig.
1989 ging Belet als Journalist zum niederländischsprachigen Rundfunkveranstalter VRT. Am 13. Juni 2004 wurde Belet als Abgeordneter in das Europäische Parlament gewählt und bei der Europawahl 2009 im Amt bestätigt. Er ist Mitglied der Fraktion der Europäischen Volkspartei und Europäischer Demokraten sowie des Ausschusses für Kultur und Bildung und der Delegation für die Beziehungen zu den Ländern Südasiens.
Belet wohnt in Hasselt, ist verheiratet und Vater von zwei Kindern.

## MEP Abgeordneter im EU-Parlament
Belet ist stellvertretender Vorsitzender in der Delegation für die Beziehungen zu den Ländern Südostasiens und der Vereinigung südostasiatischer Staaten (ASEAN) und Mitglied im Ausschuss für Industrie, Forschung und Energie.